# Нервовий гребінь

Утворення нервового гребеня у процесі нейруляції.

Нервовий гребінь (лат. crista neuralis) — парне скупчення нейробластів на спинній поверхні зародка, яке розміщене по обидва боки від нервової трубки між нею і шкірною ектодермою. Нервовий гребінь виходить з крайніх відділів нервового жолобка під час його згортання в нервову трубку. Клітини нервового гребеня мають здатність мігрувати в організмі і розвиваються у різноманітні структури: черепномозкові та вегетативні (автономні) ганглії, меланоцити, мозкову речовину надниркових залоз.
Після гаструляції клітини нервового гребеня визначаються на межі нервової пластинки та нейрональної ектодерми. Під час нейруляції межі нервової пластинки, також відомі як нервові складки, сходяться на дорсальній серединній лінії, утворюючи нервову трубку.  Згодом клітини нервового гребеня на верхній частині нервової трубки відшаровуються від ектодерми і мігрують по периферії, де вони диференціюються в різні типи клітин.  Поява нервового гребеня мала важливе значення в еволюції хребетних, оскільки багато його структурних похідних є визначальними ознаками клади хребетних. 
В основі розвитку нервового гребеня лежить регуляторна мережа генів, яка є набором взаємодіючих сигналів, факторів транскрипції та ефекторних генів, які надають клітинам такі характеристики, як мультипотентність та міграційні можливості . Розуміння молекулярних механізмів формування нервового гребеня є важливим для розуміння хвороб людини через його внесок у розвиток багатьох клітинних ліній. Аномалії розвитку нервового гребеня спричиняють нейрокристопатії, які включають такі стани, як фронтоназальна дисплазія, синдром Ваарденбурга-Шаха та синдром Ді-Джорджа .

### Індукція
Молекулярний каскад дозволяє встановити міграційні та мультипотентні характеристики клітин нервового гребеня. Цю генну регуляторну мережу можна поділити на наступні чотири підмережі, описані нижче.

#### Індукційні сигнали
Позаклітинні сигнальні молекули, що виділяються з прилеглого епідермісу і мезодерми, такі як Wnts, BMPs і Fgfs, відокремлюють ектодерму від нейронної пластинки під час нейруляції .
Сигналізація Wnt була продемонстрована в індукції нервового гребеня у кількох видів за допомогою експериментів з посиленням та втратою функції. Відповідно до цього спостереження, промоторна область гена slug (специфічного для нервового гребеня) містить сайт зв'язування для транскрипційних факторів, що беруть участь в активації Wnt-залежних генів-мішеней, що свідчить про пряму роль сигналізації Wnt у специфікації нервового гребеня .
Сучасна роль BMP у формуванні нервового гребеня пов'язана з індукцією нервової пластинки. Антагоністи BMP, що дифундують з ектодерми, створюють градієнт активності BMP. Таким чином, лінія нервового гребеня формується з проміжних рівнів сигналізації BMP, необхідних для розвитку нервової пластинки (низький рівень BMP) та епідермісу (високий рівень BMP) .
Fgf з параксимальної мезодерми був запропонований як джерело індуктивного сигналу нервового гребеня. Дослідники продемонстрували, що експресія домінантно-негативного рецептора Fgf в експлантатах ектодерми блокує індукцію нервового гребеня при рекомбінації з параксиальною мезодермою . Розуміння ролі шляхів BMP, Wnt і Fgf на експресію специфікатора нервового гребеня залишається неповним. 

#### Специфікатори меж нейронних пластинок
Сигнальні події, які встановлюють межу нервової пластинки, призводять до експресії набору транскрипційних факторів, визначених тут як специфікатори межі нервової пластинки. Ці молекули включають фактори Zic, Pax3/7, Dlx5, Msx1/2, які можуть опосередковувати вплив Wnts, BMPs і Fgfs. Ці гени широко експресуються на межі нервової пластинки і передують експресії справжніх маркерів нервового гребеня .
Експериментальні дані свідчать про те, що ці фактори транскрипції знаходяться перед специфікаторами нервового гребеня. Наприклад, у Xenopus Msx1 є необхідним і достатнім для експресії Slug, Snail і FoxD3.  Крім того, Pax3 необхідний для експресії FoxD3 в ембріонах мишей. 

#### Специфікатори нейронних гребенів
Після експресії специфікаторів кордону нервової пластинки слідує набір генів, що включає Slug/Snail, FoxD3, Sox10, Sox9, AP-2 і c-Myc. Цей набір генів, позначений тут як специфікатори нервового гребеня, активується в емерджентних клітинах нервового гребеня. Принаймні у Xenopus кожен специфікатор нервового гребеня є необхідним та/або достатнім для експресії всіх інших специфікаторів, що демонструє існування широкої перехресної регуляції.  Більше того, цей модельний організм відіграв важливу роль у з'ясуванні ролі сигнального шляху їжака у специфікації нервового гребеня, де ключову роль відіграє транскрипційний фактор Gli2. 
За межами жорстко регульованої мережі специфікаторів нейронного гребеня знаходяться два інші транскрипційні фактори Twist та Id. Twist, транскрипційний фактор bHLH, необхідний для диференціації мезенхіми структур глоткової дуги.[15] Id є прямою мішенню c-Myc і, як відомо, важливий для підтримки стовбурових клітин нервового гребеня. 

#### Ефекторні гени нейронного гребеня
І наостанок, специфікатори нервового гребеня вмикають експресію ефекторних генів, які надають певних властивостей, таких як міграція і мультипотентність. Два ефектори нервового гребеня, Rho ГТФази і кадгерини, беруть участь у розшаруванні, регулюючи морфологію і адгезивні властивості клітин. Sox9 і Sox10 регулюють диференціацію нервового гребеня шляхом активації багатьох специфічних для клітин ефекторів, включаючи Mitf, P0, Cx32, Trp і cKit. 

### Міграція
Міграція клітин нервового гребеня включає в себе висококоординований каскад подій, який починається із закриття нервової трубки.

#### Деламінація
Після злиття нервових складок з утворенням нервової трубки, клітини, які спочатку були розташовані на межі нервової пластинки, стають клітинами нервового гребеня.  Для початку міграції клітини нервового гребеня повинні пройти процес, який називається деламінацією, що включає в себе повний або частковий епітеліально-мезенхімальний перехід (ЕМТ).  Деламінація визначається як поділ тканини на різні популяції, в даному випадку клітини нервового гребеня відокремлюються від навколишньої тканини.  І навпаки, ЕМТ - це серія подій, що координують зміну епітеліального фенотипу на мезенхімальний. Наприклад, деламінація в ембріонах курчат запускається каскадом BMP/Wnt, який індукує експресію транскрипційних факторів, що сприяють ЕМТ, таких як SNAI2 і FoxD3.  Хоча всі клітини нервового гребеня проходять ЕМТ, час розшарування відбувається на різних стадіях у різних організмів: у ембріонів Xenopus laevis спостерігається масивне розшарування, яке відбувається, коли нервова пластинка ще не повністю зрослася, в той час як розшарування в ембріоні курчати відбувається під час злиття нервової складки. 
Перед розшаруванням клітини передбачуваного нервового гребеня спочатку прикріплюються до сусідніх клітин за допомогою білків щільного з'єднання, таких як оклюдин, та молекул клітинної адгезії, таких як NCAM та N-кадгерин.[20] Дорсально експресовані БМР ініціюють розшарування, індукуючи експресію факторів транскрипції білків цинкового пальця - равлика, слимака та твісту.  Ці фактори відіграють безпосередню роль в індукції епітеліально-мезенхімального переходу шляхом зменшення експресії оклюдину та N-кадгерину, а також сприяють модифікації NCAMs залишками полісіалових кислот для зменшення адгезивності.  Клітини нервового гребеня також починають експресувати протеази, здатні руйнувати кадгерини, такі як ADAM10 , і секретувати матриксні металопротеїнази (ММР), які руйнують верхню базальну пластинку нервової трубки, щоб дозволити клітинам нервового гребеня вийти. Крім того, під час міграції клітини нервового гребеня починають експресувати інтегрини, які асоціюються з білками позаклітинного матриксу, включаючи колаген, фібронектин і ламінін. Як тільки базальна пластинка стає проникною, клітини нервового гребеня можуть почати мігрувати по всьому ембріону.

#### Міграція
Міграція клітин нервового гребеня відбувається в ростральному напрямку до каудального без потреби в нейронному каркасі, як, наприклад, уздовж радіальної гліальної клітини. З цієї причини процес міграції клітин гребеня називають "вільною міграцією". Замість каркасу на клітинах-попередниках, міграція нейронних гребенів є результатом відштовхування через EphB/EphrinB та семафорин/нейропіліновий сигнал, взаємодії з позаклітинним матриксом та контактного інгібування один з одним. Хоча білки Ephrin та Eph мають здатність до двонаправленої сигналізації, відштовхування клітин нервового гребеня використовує переважно пряму сигналізацію для ініціювання відповіді в клітині нервового гребеня, що містить рецептор. Клітини нервового гребеня, що ростуть, експресують EphB, рецепторну тирозинкіназу, яка зв'язує трансмембранний ліганд EphrinB, що експресується в хвостовій половині кожного соміту. Коли ці два домени взаємодіють, це викликає фосфорилювання тирозину рецепторів, активацію rhoGTPаз і, врешті-решт, перебудову цитоскелету в клітинах гребеня, що спонукає їх до відштовхування. Це явище дозволяє клітинам нервового гребеня проникати через ростральну частину кожного соміту .
Семафорин-нейропіліновий сигнал відштовхування працює синергічно з сигналом EphB, спрямовуючи клітини нервового гребеня вниз по ростральній половині сомітів у мишей. У курячих ембріонів семафорін діє в головному мозку, спрямовуючи клітини нервового гребеня через глоткові дуги. На додаток до відразливої сигналізації, клітини нервового гребеня експресують β1 і α4 інтегрини, що дозволяє їм зв'язувати і направлено взаємодіяти з колагеном, ламініном і фібронектином позаклітинного матриксу під час їхнього руху. Крім того, клітини гребеня мають внутрішнє гальмування контакту одна з одною, вільно проникаючи в тканини різного походження, такі як мезодерма.  Нейронні клітини гребеня, які мігрують через ростральну половину сомітів, диференціюються в сенсорні та симпатичні нейрони периферійної нервової системи. Інший основний шлях, яким мігрують клітини нервового гребеня, проходить дорсолатерально між епідермісом і дермаміотомом. Клітини, що мігрують цим шляхом, диференціюються в пігментні клітини дерми. Подальша диференціація клітин нервового гребеня і специфікація їх у кінцевий тип клітин залежить від їх просторово-часової залежності від морфогенних сигналів, таких як BMP, Wnt, FGF, Hox і Notch .

### Клінічне значення
Нейрокристопатії виникають внаслідок аномальної специфікації, міграції, диференціації або загибелі клітин нервового гребеня протягом ембріонального розвитку. Ця група захворювань включає широкий спектр вроджених вад розвитку, від яких страждають багато новонароджених. Крім того, вони виникають через генетичні дефекти, що впливають на формування нервового гребеня, та через дію тератогенів . 

#### Синдром Ваарденбурга
Синдром Ваарденбурга - це нейрокристопатія, що виникає внаслідок порушення міграції клітин нервового гребеня. Основними характеристиками стану є п'єбальдизм і вроджена глухота. У випадку п'єбальдизму безбарвні ділянки шкіри спричинені повною відсутністю меланоцитів, що виробляють пігмент з нервового гребеня.  Існує чотири різні типи синдрому Ваарденбурга, кожен з яких має відмінні генетичні та фізіологічні особливості. Типи I і II розрізняють залежно від того, чи є у членів сім'ї хворого дистопія верхньої щелепи, чи ні . Тип III призводить до аномалій верхніх кінцівок. Нарешті, тип IV також відомий як синдром Ваарденбурга-Шаха, і у хворих людей спостерігаються як синдром Ваарденбурга, так і хвороба Гіршпрунга.  Типи I і III успадковуються за аутосомно-домінантним типом,  тоді як типи II і IV успадковуються за аутосомно-рецесивним типом. Загалом, синдром Ваарденбурга зустрічається рідко, з частотою ~ 2/100 000 осіб у Сполучених Штатах. Всі раси та статі однаково схильні до цього захворювання. На сьогоднішній день не існує ліків або методів лікування синдрому Ваарденбурга.

#### Хвороба Гіршпрунга
Хвороба Гіршпрунга (ХГ або ХСКР) також пов'язана з дефектами розвитку та міграції клітин нервового гребеня і характеризується відсутністю іннервації в окремих ділянках кишечника. Відсутність іннервації може призвести до подальших фізіологічних відхилень, таких як збільшення товстої кишки (мегаколон), непрохідність кишечника або навіть уповільнення росту. При здоровому розвитку клітини нервового гребеня мігрують у кишечник і формують кишкові ганглії. Гени, які відіграють роль у здоровій міграції цих клітин нервового гребеня в кишечник, включають RET, GDNF, GFRα, EDN3 та EDNRB. RET, рецепторна тирозинкіназа (RTK), утворює комплекс з GDNF та GFRα. EDN3 і EDNRB беруть участь в одній сигнальній мережі. Коли ця сигналізація порушується у мишей, виникає агангліоноз або відсутність цих кишкових гангліїв. 

#### Розлади алкогольного спектру у плода
Пренатальний вплив алкоголю (ПВА) є однією з найпоширеніших причин вад розвитку. Залежно від ступеня впливу алкоголю та тяжкості спричинених ним порушень, пацієнтам ставлять діагноз в межах континууму розладів, що мають загальну назву "Фетальний алкогольний спектральний розлад" (FASD). Важка форма FASD може порушувати міграцію нервового гребеня, про що свідчать характерні черепно-лицьові аномалії, включаючи короткі долонно-піднебінні щілини, подовжену верхню губу та згладжену філтруму. Однак, через нестійкий характер зв'язування етанолу, механізми, за допомогою яких виникають ці аномалії, все ще залишаються незрозумілими. Експланти клітинних культур клітин нервового гребеня, а також ембріони зебр, що розвиваються in vivo під впливом етанолу, демонструють зменшення кількості мігруючих клітин і скорочення відстані, яку долають мігруючі клітини нервового гребеня. Механізми цих змін недостатньо вивчені, але є дані, що свідчать про те, що дане порушення може посилювати апоптоз через підвищення рівня цитозольного кальцію, спричинене IP3-опосередкованим вивільненням кальцію з внутрішньоклітинних запасів. Також було висловлено припущення, що зниження життєздатності клітин нервового гребеня, які зазнали впливу етанолу, спричинене підвищеним окислювальним стресом. Незважаючи на ці та інші досягнення, багато чого ще належить дізнатися про те, як етанол впливає на розвиток нервового гребеня. Наприклад, виявляється, що етанол диференційовано впливає на певні клітини нервового гребеня порівняно з іншими; тобто, хоча черепно-лицьові аномалії є поширеними при ПАЕ, пігментні клітини нервового гребеня виявляються мінімально ураженими. 

#### Синдром Ді Джорджа
Синдром Ді Джорджа пов'язаний з делецією або транслокацією невеликого сегмента в 22-й хромосомі людини. Ця делеція може порушити міграцію або розвиток клітин нервового гребеня. Деякі дефекти, що спостерігаються, пов'язані з системою глоткового мішка, яка отримує внесок від ростральних мігруючих клітин нервового гребеня. Симптоми синдрому Ді Джорджа включають вроджені вади серця, дефекти обличчя, а також деякі неврологічні порушення та порушення здатності до навчання. Також повідомлялося, що пацієнти з делецією 22q11 мають вищий рівень захворюваності на шизофренію та біполярний розлад. 

### Похідні нервового гребеня
Ектомезенхіма (також відома як мезодерма):  одонтобласти, зубні сосочки, хондрокраніум (носова капсула, хрящ Меккеля, склеральні кісточки, чотиригорбий, суглобовий, під'язиковий та колумеллярний хрящі), хрящі трахеї та гортані, дерматокраніум (перетинчасті кістки), спинні плавники та черепаший пластрон (нижчі хребетні), перицити і гладенькі м'язи гілок артерій і вен, сухожилля очних і жувальних м'язів, сполучна тканина залоз голови і шиї (гіпофіза, слинних, лакричних, тимуса, щитовидної залози), дерма і жирова тканина литок, вентральної частини шиї і обличчя. 
Ендокринні клітини: хромафінні клітини мозкового шару надниркових залоз, гломусні клітини I/II типу.
Периферична нервова система: Сенсорні нейрони і глія дорсальних корінців, ганглії головного мозку (VII і частково V, IX і X), клітини Рохона-Берда, деякі клітини Меркеля у вусі, сателітні гліальні клітини всіх вегетативних і сенсорних гангліїв, шваннівські клітини всіх периферичних нервів.
Кишкові клітини: Ентерохромафінні клітини .
Меланоцити, м'язові та пігментні клітини райдужної оболонки ока, і навіть пов'язані з деякими пухлинами (наприклад, меланотична нейроектодермальна пухлина немовлят).